# Mammilla fibrosa
Mammilla fibrosa is een slakkensoort uit de familie van de Naticidae. De wetenschappelijke naam van de soort is voor het eerst geldig gepubliceerd in 1850 door Gray.